# Ота, Каору
Каору Ота (яп. 太田 薫 О:та Каору, 1 января 1912 — 14 сентября 1998) — японский профсоюзный деятель.

## Биография
Родился в префектуре Окаяма на западе Японии. Окончив Осакский Университет, в 1938 поступил в химическую компанию «Убэ тиссо». С 1946 на профсоюзной работе, руководитель профсоюза компании. Принадлежал также к Социалистической ассоциации, оказывавшей существенное влияние на левое крыло Социалистической партии Японии.
В 1949—1953 заместитель председателя, в 1953—1957 председатель Федерации профсоюзов рабочих промышленности синтетической химии (Гока рорэн). В 1953—1954 и в 1955—1958 заместитель председателя Генерального совета профсоюзов Японии (Сохё).
С 1953 выступал с критикой генерального секретаря Сохё Минору Такано (тот выступал за просоветскую линию и единый фронт против американского империализма, Ота — за линию, лёгшую в основу Движения неприсоединения, а также за совместную борьбу за зарплаты профсоюзов Сохё во всех пяти ведущих отраслях промышленности вместо узкоотраслевого подхода Такано). Подход Ота в итоге победил, когда на шестом съезде Сохё в 1955 совет возглавил его союзник Акира Иваи. 
В 1958—1966 председателем Сохё был уже сам Каору Ота. При нём профсоюзная конфедерация опекалась в основном социальными вопросами и повышением зарплат, и в меньшей степени — политической борьбой. С 1966 советник Сохё.
На выборах губернатора Токио в 1979 году, хотя он баллотировался при поддержке действующего социалистического градоначальника Рёкити Минобэ, Ота потерпел поражение от Сунити Судзуки.
Когда в 1989 Генеральный совет профсоюзов Японии (Сохё) и Всеяпонская конфедерация труда (Домэй) слились воедино, образовав 8-миллионную Рэнго (Японскую конфедерацию профсоюзов), многие левые члены Сохё сочли новое профобъединение слишком консервативным. Часть из них присоединилась к новой прокоммунистической Национальной федерации профсоюзов Японии (Дзэнрорэн); Каору Ота и его союзники из левого крыла СПЯ создали Центр изучения труда и Национальный совет связи профсоюзов (Дзэнрокио). 
Лауреат Международной Ленинской премии «За укрепление мира между народами» (1965).

## Сочинения
Каору Ота. Записки о нашей борьбе, М., 1969.